# Cymbomorpha rubropedalis
Cymbomorpha rubropedalis är en insektsart som beskrevs av Buckton. Cymbomorpha rubropedalis ingår i släktet Cymbomorpha och familjen hornstritar. Inga underarter finns listade i Catalogue of Life.